# Home Sweet Home (album House of Krazees)
Home Sweet Home – pierwszy album House of Krazees wydany 1 października 1993 roku, nakładem ich własnej wytwórni muzycznej Retro Horror Muzik. Album został wyprodukowany tylko na kasecie w nakładzie 500 sztuk. W roku 1995 wydano reedycje "Home Sweet Home" po tym, jak HOK podpisali umowę z Latnem Intertainment. Po rozwiązaniu grupy, w 2003 roku Twiztid (w drodze sądowej) nabyli prawa do wszystkich albumów House of Krazees i w tym samym roku, nakładem nowej, krótkotrwałej wytwórni Majik Records wydali reedycje swojej pierwszej Ep na płycie CD.

## Lista utworów
| # | Tytuł               |
| - | ------------------- |
| 1 | "Intro"             |
| 2 | "Homesweet Home"    |
| 3 | "Whatz Ya Pleasure" |
| 4 | "Locked Out"        |
| 5 | "Evil That Men Do"  |
| 6 | "House of Krazees"  |
| 7 | "Pig Skinna"        |
| 8 | "Diary of a Madman" |